# Rhyacophila angulata
Rhyacophila angulata là một loài Trichoptera trong họ Rhyacophilidae. Chúng phân bố ở miền Cổ bắc.